# Bani Bu Hasan
Bani Bu Hasan (auch Jaalan Bani Bu Hasan, arabisch جعلان بني بو حسن) ist eine Kleinstadt mit ca. 20.000 Einwohnern im Sultanat Oman. Bani Bu Hasan liegt an den Ausläufern der Wüste Rimal Al Wahiba und an der Fernstraße Route 35. Bani Bu Hasan ist administrativ auch ein Wilaya des Gouvernements Dschanub asch-Scharqiyya. Die nächste größere Stadt ist Bani Bu Ali.